# Marie Berthelius
Marie Thérése Berthelius, född 28 februari 1958, är en svensk författare och översättare av framförallt engelsk och fransk litteratur. Hennes första översättningar utkom 1979. Hon har huvudsakligen ägnat sig åt barn- och ungdomslitteratur men har även översatt deckare, samhällsskildringar och skönlitteratur.
Utöver egna barnböcker har hon skrivit om film i tidskriften Chaplin och gett ut en bok om filmregissören Wim Wenders, Wim Wenders: gränsland (Filmkonst, 1993).
Hon är dotter till författaren och översättaren Jenny Berthelius.

## Översättningar (urval)
- John Miles (pseud. för Jack Miles Bickham): Söndagsligan (The Silver bullet gang) (Läsabra, 1979)
- Katherine Paterson: Bron till Terabitia (Bridge to Terabithia) (Bergh, 1980)
- Enid Blyton: Skattsökarna (The treasure hunters) (Hemmets journal, 1983)
- Jean Vercoutter: På spaning efter det glömda Egypten (À la recherche de l'Égypte oubliée), serie ”En värld av vetande”; översättning tills. med Jenny Berthelius (Bergh, 1991)
- Somaly Mam: De oskyldigas tystnad: en stark kvinnas kamp mot barnprostitution i Asien (Le silence de l'innocence) (Damm, 2007)
- Rätten till lättja - Paul Lafargue[3]
- Antoine de Saint-Exupéry: Kamrater på en irrande planet (Terre des hommes) (Bakhåll 2022)